# Франсуа де Нёшато, Никола-Луи
Никола-Луи Франсуа де Нёшато (фр. Nicolas-Louis François de Neufchâteau; 17 апреля 1750, Саффе — 10 января 1828, Париж) — французский политический деятель и писатель.

## Биография
Уже 14-ти лет от роду напечатал первое своё собрание стихотворений: «Pièces fugitives» (Нёшато, 1765; 2 изд., 1766), вызвавшее одобрение, между прочим, со стороны Вольтера. Позднейший сборник — «Poésies diverses de deux années» (1768) — не оправдал возлагавшихся на Франсуа надежд.
Получив в 1770 году кафедру риторики в коллеже в Туле, он скоро лишился её вследствие антирелигиозного направления. В 1783—1787 годах был генеральным прокурором на острове Гаити; на возвратном пути едва не погиб во время кораблекрушения и потерял все свои рукописи, включая готовый перевод «Orlando furioso». В 1790 году был администратором департамента Вогезы, потом мировым судьей. Избран членом (одно время был и президентом) Законодательного собрания. Был избран в члены Конвента, но отказался от депутатского мандата 10 сентября 1792 года, сославшись на плохое состояние здоровья.
Переделанная им из романа Ричардсона комедия «Pamela ou la vertu recompensée», имела успех на сцене. Исполнительница заглавной роли мадемуазель Ланж даже ввела в моду соломенные шляпки а ля Памела. Однако пьеса показалась подозрительной Комитету общественного спасения из-за двух стихов («Les persécuteurs sont les seuls condamnables, et les plus tolérants sont les plus raisonnables»). Франсуа и актёры труппы попали в тюрьму. Был освобожден после 9 термидора.
С июля по сентябрь 1797 года был министром внутренних дел. Как сторонник и участник переворота 18 фрюктидора, он получил пост члена Директории, вместо Карно, но уже в марте 1798 года выбыл из неё по жребию. В мае того же года был отправлен в Зельц (в Эльзасе) для совещания с австрийским послом Кобенцлем, который ловко затягивал переговоры и обманывал Франсуа, пока собирались силы второй коалиции. По возвращении в Париж Франсуа был опять, недолго, министром внутренних дел. В 1801 году Наполеон, ревностным сторонником которого был Франсуа, назначил его членом сената, президентом которого он стал с 1804 года. Он редактировал адрес, в котором сенат просил первого консула дать народу учреждения, которые бы оказались долговечными, и 1 декабря 1804 года представил Наполеону решение о наследственности императорской власти. После реставрации Франсуа удалился в своё поместье.
Нёшато также был масоном, и входил в масонскую ложу «Девять сестёр».
В 1799 году он издал «Recueil des lettres, circulaires, instructions, discours et autres actes publics émanés du citoyen F. de N. pendant ses deux exercices au ministère del’int.».

## Публикации Нёшато
- «Discours sur la manière de lire les vers» (Париж, 1775),
- «Nouveaux contes moraux en vers» (1781),
- «Anthologie morale» (1798),
- «Fables et contes en vers» (1814),
- «Esprit du grand Corneille» (1819),
- «Mémoire sur la manière d'étudier et enseigner l’agriculture» (Блуа, 1827).